# Comté de Joigny
 (mai 2018).
- Si vous ne connaissez pas le sujet, laissez ce bandeau (vous pouvez alors contacter les auteurs).
- Si vous supprimez le contenu mis en cause (vous pouvez préalablement contacter les auteurs),

argumentez précisément cette suppression dans la page de discussion
(un manque de référence n'est pas un argument ; une recherche réelle de référence doit avoir été effectuée, être formellement documentée).
 (mai 2018).
Si vous disposez d'ouvrages ou d'articles de référence ou si vous connaissez des sites web de qualité traitant du thème abordé ici, merci de compléter l'article en donnant les références utiles à sa vérifiabilité et en les liant à la section « Notes et références ».
Le comté de Joigny est un démembrement du comté de Sens.

## Histoire
La date de sa création oscille en fonction des opinions d'auteurs et de copistes : 999 (décès du comte de Sens Renard Vetulus, et donc en raison d'un partage successoral supposé) ; 1008 (décès du comte de Sens Fromond, et donc aussi en raison d'un partage successoral supposé) ; 1015 (commise du comté de Sens et son occupation partielle par l'armée royale sous le roi Robert) ; 1032 (la cité de Sens est livrée au comte de Blois) ; 1034 (le comte de Blois restitue la cité de Sens au Roi de France pour partir à la conquête de la couronne impériale) ; 1055 (mort de Renard le Mauvais, dernier comte de Sens attesté par les chroniqueurs, et donc partage successoral supposé). Une erreur de datation d'une charte du comte Fromond a pu accréditer une datation, mais l'archiviste de l'Yonne Maximilien Quantin a lui-même rectifié sa bévue. Cette cacophonie de datation trahit l'extrême faiblesse de l'historiographie locale reproduisant des travaux anciens ou des dissertations.
Cependant, les chartes concernant les possessions d'une abbaye auxerroise attestent qu'en 1042 Migennes appartient encore au pagus de Sens, et donc que cette fraction future du comté de Joigny n'a pas encore gagné un futur comté de Joigny. Par contre, en 1080, nous sommes assurés de l'existence d'un comte de Joigny.
De même, aucune document médiéval ne permet d'assurer une filiation quelconque entre les comtes de Sens (Fromonides)  et les comtes de Joigny. Seule la succession territoriale a généré l'hypothèse d'un partage successoral, et partant d'un lot destiné à un gendre du comte de Sens (et qui serait le mari d'Alix).
Dès 1100, le comte de Joigny apparaît au premier rang des féodaux entourant le comte de Troyes. Il deviendra par la suite le premier pair du comté de Champagne, ayant le pas sur les comtes de Brienne et de Bar-sur-Seine.
Une hypothèse fait remonter la mouvance du comté de Joigny vis-à-vis de la Champagne au comte Raoul IV de Valois, décédé en 1074, détenteur du comté de Bar-sur-Aube et beau-père du comte de Troyes (Thibault de Blois décédé en 1089). Ce comte de Valois, remarié vers 1061 à Anne de Kiev, veuve du Roi de France, a joué un rôle éminent à la cour, et son action a notamment concerné un prélat de Sens. Les chroniqueurs mentionnent en effet que l'archevêque Gilduin a obtenu du comte Raoul qu'il s'entremette pour annuler sa déposition par le pape, moyennant la remise audit comte de ses châteaux paternels. Or par la suite ce comte de Valois est mentionné comme suzerain d'un fief près de Montargis, une de ses filles aurait fondé l'abbaye de Rosoy (-le-Vieil) dans ce même Gâtinais, et enfin Gilduin est contraint par le Roi à abandonner une série d'autels près de Lorris. Dès lors on peut supposer que la suzeraineté concédée par l'archevêque Gilduin sur le Haut-Gâtinais a été reportée dans un second temps sur le Jovinien (le pays de Joigny). Ces éléments ne concernent que la question de la mouvance du comté.
D'autre part, l'émergence d'un comté de Joigny n'étant assurée qu'entre 1040 et 1080, il faut envisager la mort du dernier comte de Sens en 1055. Or une chronique contemporaine dit que tous ses biens ont été attribués au Roi. De ce fait, la création du comté est postérieure à 1055 et antérieure à 1080. Cette fourchette correspond à un profond chaos affectant la région. La mort au combat du comte Renaud de Nevers a livré sa famille au duc de Bourgogne (son propre beau-frère), et celui-ci pendant deux décennies va laisser s'installer l'anarchie féodale dans tout l'Auxerrois.
Or dès 1080, on constate que le roi Philippe Ier a disposé de toute la bande de contact avec le comté d'Auxerre pour y établir d'Est en Ouest des familles qui seront autant de féodaux par la suite : les Courtenay (à Montargis, Château-Renard, Fontainejean), des cadets des Seignelay (à Cudot), le nouveau comté de Joigny (à Cézy, Joigny, Migennes, le Brienonnais, les vallées du Tholon et du Vrin) et enfin les Seignelay (à Cheny). Ce dispositif isole un Sénonais étroit où il replie sa gestion directe assurée par un prévôt.

## Emprise territoriale
Le comté s'étend d'Ouest en Est, de l'ancien comté du Gâtinais démembré que le Roi achève de démembrer en peu avant 1078, au comté de Troyes présent à Saint-Florentin. Il va donc de Château-Renard jusqu'à Avrolles.
Au sud, il est bordé par le comté d'Auxerre, et en fait, par la famille de Toucy qui a réussi à échapper au contrôle des évêques et des comtes. Au nord, il est bordé par le domaine royal sénonais qui vient jusqu'à Armeau.
Trois constats supplémentaires : 
1. l'archevêque de Sens borde le comté de Joigny au titre de son domaine et dépendances de Saint-Julien-du-Sault.
2. le même archevêque voit son domaine et dépendances de Brienon être inclus au sein du comté de Joigny.
3. la famille de Donzy au XIe siècle, puis après elle, celle du gendre de Geoffroy III de Donzy, le comte Étienne de Sancerre (voir l'article Anseau), à partir du milieu du XIIe siècle, disposent d'une vaste châtellenie incluse sur le rebord Sud-Ouest du comté (La Ferté-Loupière), et venant en pratique jusque devant le pont franchissant l'Yonne pour entrer dans Joigny. Cette châtellenie comprend le tiers des paroisses incluses dans le comté. Pour cette raison, la famille de Donzy peut soit avoir protégé Joigny, soit avoir profité de l'anarchie touchant l'Auxerrois pour venir jusqu'au pont de Joigny. Elle a nécessairement hypothéqué l'existence comtale pendant ces deux siècles.

## Administration
Le comte de Joigny dispose d'un vicomte dès 1080. La famille vicomtale portera le prénom de Gilduin (puis des formes corrompues de ce prénom rare), laissant supposer un lien avec l'archevêque de Sens déposé en 1049. La puissance foncière de ce vicomte reste modeste dans le Jovinien (notamment Cézy). Elle est par contre notable autour de Rigny-le-Ferron, au sein même du comté de Troyes, et finira par usage par faire émerger un vicomte de Rigny. Le vicomte assure après le comte de Joigny un devoir de garde à Saint-Florentin. Le Bourg-Le-Vicomte est un quartier actif de la ville médiévale de Joigny et porte son développement urbain.
L'apparition d'un vicomte se produit à un moment charnière du basculement de la fonction administrative en titre féodal. La création de la fonction  prévôtale va achever la féodalisation du titre de vicomte, qui jusque là pouvait prétendre participer à la gestion (notamment économique) de son maître (comte, duc ou Roi) empêché d'exercer en personne du fait du cumul d'honneurs comtaux. Une fois le reliquat de charge opérationnelle de gestion reporté sur les prévôts, le vicomte ne recouvre plus qu'un titre ouvrant droit à un partage de certaines redevances (souvent économiques, et de l'ordre du tiers). Mais la date de 1080 ne permet pas de trancher entre les deux traditions successives : l'ancienne et la nouvelle. Dans le premier cas, l'apparition d'un vicomte à Joigny serait impérativement liée au fait que les titulaires du (jeune) comté étaient titulaires d'une charge comtale par ailleurs. Dans le second, il s'agirait d'une concession au plus puissant aristocrate de la région.
Le comté finit par disposer d'un prévôt à la compétence s'étendant à toute son emprise territoriale.
Le comte est entouré à la fin du XIIe siècle d'un groupe de personnages de tous niveaux, très majoritairement logés en ville. Son influence réduite est traduite par cette assistance modeste. Peu après 1080, il a perdu le contact avec les familles de Courtenay et de Seignelay. Dans le même temps, la reprise en main de son comté d'Auxerre par le comte Guillaume de Nevers a modifié la donne politique locale.
Les douaires des comtesses semblent avoir été traditionnellement fixés à Cézy.

## Modifications territoriales
Le comté va être affecté par une opération décidée par la Couronne concernant l'intrusion royale au sein du comté d'Angoulême. Il y gagne par échange la suzeraineté sur la châtellenie de Mâlay-le-Roi créée à cette occasion pour dédommager la famille de Sancerre. Mais il abandonne sa suzeraineté sur Château-Renard.

## Les comtes au sein de la société féodale
Malgré une assise territoriale assez modeste, les comtes de Joigny contractent des alliances matrimoniales avec les princes des environs : la Maison de Nevers par exemple, y gagnant à l'occasion Coulanges-la-Vineuse (fin XIIe siècle ; Renard IV épouse Alix de Nevers).
Ils s'engagent, comme leur parenté champenoise, dans les affaires d'Orient puis de Naples. Cette activité multiplie les veuvages, propices à des mises sous tutelle politique, telle celle des troubles de la minorité de Thibault le Chansonnier qui vont permettre à la princesse de Navarre, comtesse douairière de Champagne, d'imposer à la fois un hommage lige aux Joigny (Pierre, époux d'une Elisabeth, frère aîné de Guillaume II, et fils de Guillaume Ier de Joigny et de Béatrix-de Sancerre ?), et un de ses vassaux briard pour diriger le Jovinien (Manassès de To(u)quin, des sires de Précy).